# Кеблушек, Игорь
Игорь Кеблушек (чеш. Igor Keblušek; род. 15 сентября 1958 года, Гандлова, Чехословакия) — чехословацкий дипломат и бизнесмен, получивший известность в СССР и России благодаря роли Мистера Икса в фильме «Принцесса цирка».

## Биография
Игорь Кеблушек родился 15 сентября 1958 года в Чехословакии. Актёрского образования не имел.
В 1982 году, будучи студентом МГИМО, 24-летний Кеблушек был приглашен кинорежиссёром Светланой Дружининой на главную роль в телефильме «Принцесса цирка» — главным образом из-за исключительных внешних данных. Съёмки фильма длились несколько месяцев. После выхода картины на экраны Игорь стал очень популярен в СССР.
После окончания МГИМО Игорь вернулся в Чехословакию и десять лет находился на дипломатической службе. После распада ЧССР принял чешское гражданство, ушел из министерства иностранных дел и занялся частным бизнесом. В настоящее время живёт в Праге, занимается коммерческими проектами.

## Личная жизнь
- Отец — Эмиль Кеблушек. По национальности — словак. Дипломат, один из первых чехословацких студентов, окончивших МГИМО.
- Мать — Белла Михайловна Кеблушек. Русская, родом из Ленинградской области. Выпускница МГИМО. Приезжала в Москву во время съёмок сына в «Принцессе цирка». Умерла рано от тяжёлой болезни.

Кеблушек женат. Имеет троих сыновей.

## Фильмография
- 1982 — Принцесса цирка — Мистер Икс